# Costa Rica-i aprópapagáj
A costa rica-i aprópapagáj (Touit costaricensis) a madarak osztályának papagájalakúak (Psittaciformes) rendjébe a papagájfélék (Psittacidae) családjába és az araformák (Arinae) alcsaládjába tartozó faj.

## Rendszerezése
A fajt Charles B. Cory amerikai ornitológus írta le 1913-ban, az Urochroma nembe Urochroma costaricensis néven. Egyes szervezetek még a jákópapagáj-formák (Psittacinae) alcsaládjába sorolják.

## Előfordulás
Közép-Amerikában, Costa Rica és Panama területén honos. Természetes élőhelyei a szubtrópusi vagy trópusi síkvidéki és hegyi esőerdők. Magassági vonuló.

## Megjelenése
Átlagos testhossza 17 centiméter.

## Természetvédelmi helyzete
Az elterjedési területe elég kicsi, egyedszáma 2500-9999 példány közötti és csökken. A Természetvédelmi Világszövetség Vörös listáján mérsékelten fenyegetett fajként szerepel.